# Metriostola
Metriostola is een geslacht van vlinders van de familie snuitmotten (Pyralidae), uit de onderfamilie Phycitinae.

## Soorten
- M. atratella Yamanaka, 1986
- M. vacciniella Zeller, 1846